# Arrondissement Perpignan
Arrondissement Perpignan er et fransk arrondissement i departementet Pyrénées-Orientales i regionen Occitanie. Arealet er 720,5 km² og befolkningstallet 284.722 (395 indbyggere/km²), som svarer til mere end 60% af befolkningen i departementet.
De største byer er hovedbyen Perpignan, Canet-en-Roussillon, Saint-Estève og Saint-Cyprien.

## Inddeling
Arrondissementet Perpignan omfatter følgende 39 kommuner. Kommunerne er samlet i de interkommunale enheder Perpignan Méditerranée og Salanque-Méditerranée-Corbières.
1. Baho
2. Baixas
3. Le Barcarès
4. Bompas
5. Cabestany
6. Calce
7. Canet-en-Roussillon
8. Canohès
9. Cases-de-Pène
10. Cassagnes
11. Claira
12. Espira-de-l'Agly
13. Estagel
14. Llupia
15. Montner
16. Opoul-Périllos
17. Perpignan
18. Peyrestortes
19. Pézilla-la-Rivière
20. Pia
21. Pollestres
22. Ponteilla
23. Rivesaltes
24. Saint-Estève
25. Saint-Féliu-d'Avall
26. Saint-Hippolyte
27. Saint-Laurent-de-la-Salanque
28. Sainte-Marie-la-Mer
29. Saint-Nazaire
30. Saleilles
31. Salses-le-Château
32. Le Soler
33. Tautavel
34. Torreilles
35. Toulouges
36. Villelongue-de-la-Salanque
37. Villeneuve-de-la-Raho
38. Villeneuve-la-Rivière
39. Vingrau

## Før 2017
1. januar 2017 blev der fra Arrondissement Perpignan overført 27 kommuner til Prades og 24 kommuner til Céret. Indtil da omfattede Arrondissementet Perpignan kommunerne i følgende kantoner:
- Canet-en-Roussillon
- Elne
- La Côte Radieuse
- Latour-de-France
- Millas
- Rivesaltes
- Saint-Estève
- Saint-Laurent-de-la-Salanque
- Saint-Paul-de-Fenouillet
- Thuir
- Toulouges

Dertil kom Perpignan kommune, som var opdelt i yderligere 9 kantoner:
- Perpignan-1
- Perpignan-2
- Perpignan-3 (inkluderer Cabestany}
- Perpignan-4
- Perpignan-5
- Perpignan-6
- Perpignan-7 (inkluderer Bompas)
- Perpignan-8
- Perpignan-9

42°41′37″N 2°53′28″Ø / 42.6936°N 2.8911°Ø